# Плотина Оахе
Дамба Оахе — крупная ГЭС на реке Миссури, к северу от Пирра . Плотиной ГЭС образовано крупное озеро (водохранилище) Оахе, начинается близ Бисмарка  и заканчивается близ Пирра — это четвёртое по величине водохранилище в Соединенных Штатах (длина 372 км). Силовая установка дамбы обеспечивает электричество штатам Северная Дакота, Южная Дакота, Небраска, Миннесота и Монтана. Плотина обеспечивает борьбу с наводнениями, электроэнергию, ирригацию, и навигацию.

## Общие сведения
- Высота дамбы: 75 м
- Ширина водосливной части: 139 м (456 футов)
- Возвышение гребня гидрослива: 486.6 м (1 596,5 футов)
- Расход ГЭС: 1600 м³/с (56 000 кубических футов в секунду)
- Скорость воды в турбинных водоводах: 5 м/с (11 миль в час)
- Число турбин: 7, тип Фрэнсиса, 100 об/мин.
- Мощность одной турбины: 112 290 кВт
- Потребители электричества: Северная Дакота, Южная Дакота, Небраска, Миннесота и Монтана.